# Лецешть
Лецешть, Лецешті (рум. Lățești) — село у повіті Васлуй в Румунії. Адміністративно підпорядковане місту Мурджень.
Село розташоване на відстані 243 км на північний схід від Бухареста, 54 км на південь від Васлуя, 112 км на південь від Ясс, 84 км на північ від Галаца.

## Населення
За даними перепису населення 2002 року у селі проживали 403 особи, усі — румуни. Усі жителі села рідною мовою назвали румунську.